# Alfred Druckenmüller
Alfred Druckenmüller (* 6. Februar 1882 in Stuttgart; † 18. Dezember 1967 ebenda) war ein deutscher Verleger. Er leitete von 1908 bis 1964 den Metzler-Verlag, von 1919 bis 1964 den Verlag C. E. Poeschel und von 1946 bis 1967 den Alfred Druckenmüller Verlag.

## Leben
Alfred Druckenmüller war der jüngere Sohn des Kaufmanns Hermann Druckenmüller und besuchte das Eberhard-Ludwigs-Gymnasium Stuttgart. Nach dem Abitur absolvierte er eine Buchhändlerausbildung bei Carl Ernst Poeschel (1874–1944) in Stuttgart und arbeitete anschließend als Buchhändler in Leipzig und München. Aus dem Wunsch, seine Kenntnisse durch ein akademisches Studium zu ergänzen, bezog er im Wintersemester 1902/1903 die Universität Leipzig und studierte Volkswirtschaftslehre. Zum Sommer 1904 unterbrach er sein Studium und arbeitete für kurze Zeit wieder als Buchhändler. im Wintersemester 1904/1905 studierte er an der Universität München, ab dem Sommersemester 1905 wieder in Leipzig, wo er am 5. Dezember 1907 bei Wilhelm Stieda zum Dr. phil. promoviert wurde. In seiner Doktorarbeit untersuchte er die Entwicklung des Buchhandels in Stuttgart seit der Erfindung des Buchdrucks.
Zum 1. Januar 1908 trat Alfred Druckenmüller gemeinsam mit seinem älteren Bruder Eugen (* 1878) als Gesellschafter und Geschäftsführer in die J. B. Metzler’sche Verlagsbuchhandlung ein, die zum Jahreswechsel 1907/1908 von einem Familienunternehmen in eine GmbH umgewandelt worden war. Die bisherigen Inhaber, die Brüder Egon und Arthur Werlitz, schieden 1917 aus der Unternehmensleitung aus. Der Metzler-Verlag bestand damals noch aus zwei Unternehmen, der Buchhandlung und der Druckerei, die ab 1918 eine Offene Handelsgesellschaft bildeten. Alfred Druckenmüller leitete die Buchhandlung und bestimmte das inhaltliche Profil des Verlags. Im Jahr 1919 kaufte er von Carl Ernst Poeschel dessen Verlag, den er unter demselben Namen weiterführte.
Der Metzler-Verlag entwickelte sich unter Druckenmüllers Leitung zu einem angesehenen Literaturverlag, das auch publizistische Großprojekte unterhielt. So begründete Druckenmüller 1912 die Reihe Epochen der deutschen Literatur, die im Charakter eines Handbuchs die deutsche Literaturgeschichte behandelte; von 1912 bis 1918 veröffentlichte er das von Alfred Zastrau neu bearbeitete, alphabetische Goethe-Handbuch; 1927 begannen auf Druckenmüllers Initiative die Greifswalder Kunsthistoriker Otto Schmitt und Max Semrau mit der Vorbereitung des Reallexikons zur Deutschen Kunstgeschichte, das ab 1937 im Metzler-Verlag erschien. Eines der angesehensten Projekte des Metzler-Verlags war jedoch Paulys Realenzyklopädie der klassischen Altertumswissenschaft (RE), deren Neubearbeitung auf Initiative des Verlags ab 1890 erschienen war. Druckenmüller förderte dieses Unternehmen nach Kräften, auch während der Wirtschaftskrise der 1920er Jahre, während der Zeit des Nationalsozialismus (als zahlreiche Artikelverfasser emigrierten oder verhaftet wurden) und während des Zweiten Weltkriegs, als die Kommunikation mit dem Ausland nahezu abgeschnitten war. Mit den Herausgebern der RE Wilhelm Kroll und Karl Mittelhaus unterhielt Druckenmüller regen Kontakt. Während des Zweiten Weltkriegs wurde im Herbst 1943 das Stuttgarter Verlagshaus mitsamt der Druckerei bei einem Bombenangriff zerstört. Dabei verbrannten beträchtliche Buchbestände, darunter der größte Teil der bereits gedruckten Bände der RE. Darüber hinaus gingen im Januar 1945 alle Redaktionsunterlagen der RE zugrunde, nachdem Karl Mittelhaus seine Wohnung in Breslau überstürzt verlassen musste.
In dieser schwierigen, existenzbedrohenden Situation gelang es Druckenmüller, den Verlag wieder aufzubauen und seine prestigeträchtigen Projekte fortzuführen. Nach dem plötzlichen Tod von Mittelhaus (19. Januar 1946 in Jena) nahm er Kontakt mit dem Philologen Konrat Ziegler auf, den er als neuen Herausgeber der RE gewann. Für den Nachdruck der vernichteten RE-Bände erwirkten Druckenmüller und Ziegler einen Kredit bei der Deutschen Forschungsgemeinschaft. Zuvor hatte sich die RE, ein sehr kostspieliges Projekt, durch ihre Absatzzahlen immer selbst finanziert. Mit dem Erscheinen der neuen RE-Bände (nach der Währungsreform 1948) konnte der Kredit vollständig zurückgezahlt werden, sogar zu einem früheren Zeitpunkt, als vereinbart. Da der Metzler-Verlag noch nicht wiederhergestellt war, gründete Druckenmüller für die Herausgabe des Pauly-Wissowa und des Reallexikons zur Deutschen Kunstgeschichte einen neuen Verlag, den Alfred Druckenmüller Verlag. Im Metzler- und Poeschel-Verlag wurde Druckenmüller ab 1950 vom Geschäftsführer Hermann Leins unterstützt, dem Druckenmüller 1964 das gesamte Verlagsgeschäft übertrug.
In seinen letzten Lebensjahren widmete sich Alfred Druckenmüller ganz seinem eigenen Verlag. Da die RE nur verhältnismäßig langsam erschien (die erste Reihe wurde 1963 abgeschlossen, die zweite 1972, der letzte Supplementband erschien 1978), regte Druckenmüller 1961 die Schaffung einer aktualisierten Kurzfassung der RE an. Dieser „Kleine Pauly“ (fünf Bände, 1964–1975) wurde nominell von Konrat Ziegler herausgegeben, die Redaktion lag jedoch bei Walther Sontheimer und Hans Gärtner.
Druckenmüller wurde für seine Lebensleistung mehrfach ausgezeichnet. Zu seinem 75. Geburtstag ernannte ihn die Eberhard Karls Universität Tübingen zum Ehrensenator. Zu seinem 80. Geburtstag (1962) wurde ihm eine Gratulationsurkunde überreicht, auf der 289 Gelehrte aus der ganzen Welt unterschrieben hatten. Ebenfalls 1962 erhielt er das Große Bundesverdienstkreuz.
Am 18. Dezember 1967 starb Alfred Druckenmüller im Alter von 85 Jahren. Seinen Verlag hatte er kurz zuvor an den Artemis Verlag verkauft.

## Schriften (Auswahl)
- Der Buchhandel in Stuttgart seit Erfindung der Buchdruckerkunst bis zur Gegenwart. Stuttgart 1908 (Dissertation) Digitalisat
- J. B. Metzlersche Verlagsbuchhandlung in Stuttgart 1682–1932. Stuttgart 1932
- Der Buchhandel der Welt. Aufbau, Verkehrswesen, Anschriften des Buchhandels in Europa und USA. Stuttgart 1935